# 恐龙蛋化石及其出土现场
恐龙蛋化石及其出土现场，位于中国广东省惠州市市区麦地路的军分区礼堂，为惠州市的一个市、县级文物保护单位，类型为古遗址单位，公布时间为1990年。
恐龙蛋化石及其出土现场的历史年代經省古生物專家現場考證，認為屬7000万年前中生代晚期的白堊紀晚白堊世，有一窩23隻完整的恐龍蛋化石，於1990年4月24日發現，當時的軍分區禮堂還只是施工地盤。